# Bukovec (okres Myjava)
Bukovec (Hongaars: Berencsbukóc) is een Slowaakse gemeente in de regio Trenčín, en maakt deel uit van het district Myjava.
Bukovec telt 419 inwoners.